# Morgan Brian
Pour les articles homonymes, voir Brian.
Morgan Brian, née le 26 février 1993 sur l'île de Saint-Simon, est une footballeuse internationale américaine évoluant au poste de milieu offensif avec les Chicago Red Stars. Elle occupe toutefois celui de milieu défensif lors des trois derniers matchs du mondial 2015 au Canada.

## Biographie

### En équipe nationale

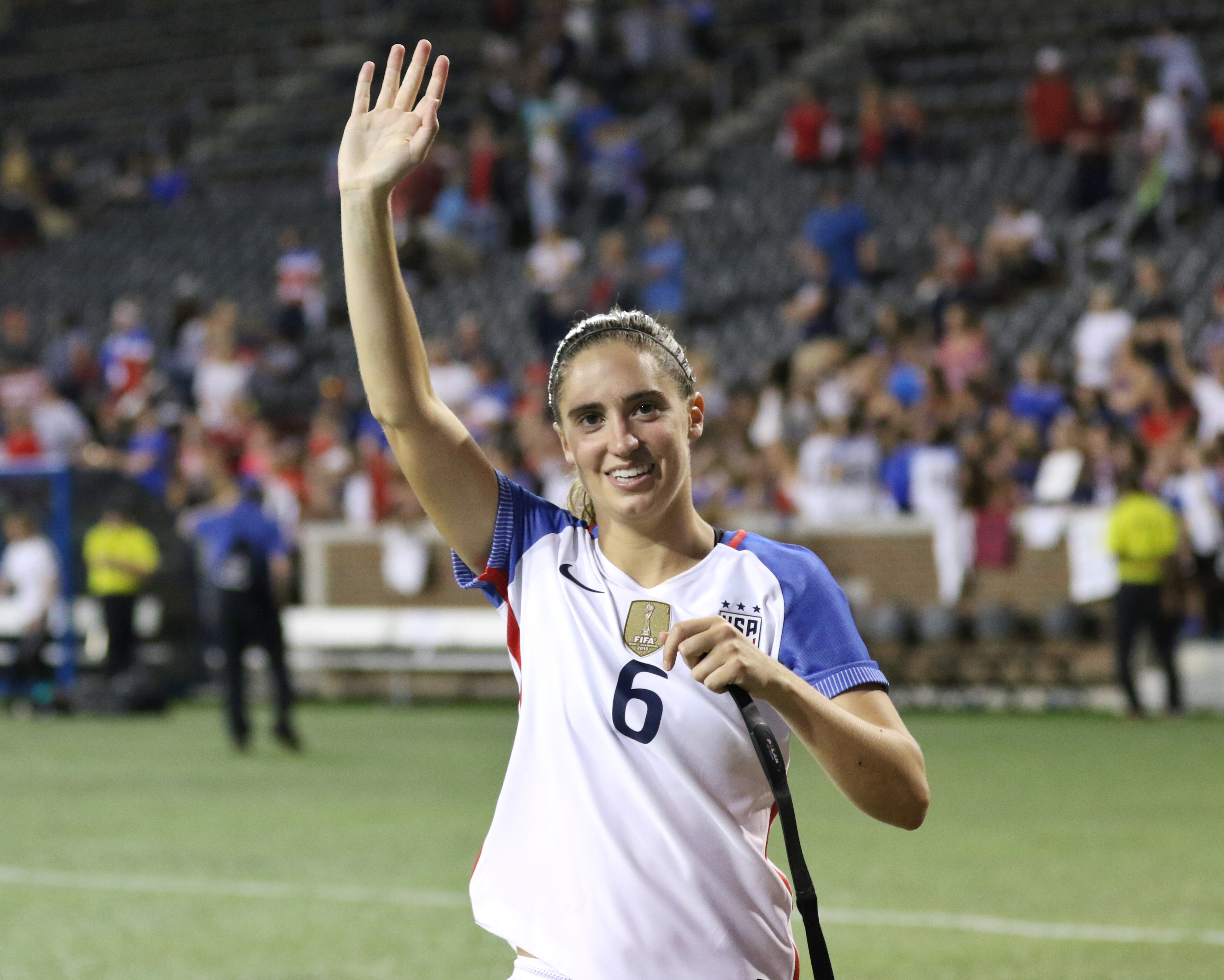
Morgan Brian avec les États-Unis en 2017.

Morgan Brian participe avec l'équipe des États-Unis des moins de 17 ans à la Coupe du monde des moins de 17 ans 2008 organisée en Nouvelle-Zélande. Elle ne joue qu'un seul match lors de ce tournoi, contre le Paraguay. Les États-Unis atteignent la finale de la compétition, en étant battus par la Corée du Nord.
Morgan Brian dispute ensuite avec l'équipe des États-Unis des moins de 20 ans, la Coupe du monde des moins de 20 ans 2012 qui se déroule au Japon. Elle dispute six matchs lors de ce tournoi. Elle inscrit un but contre le Nigeria lors des demi-finales. Les États-Unis remportent la compétition en battant l'Allemagne en finale.
Morgan Brian est ensuite retenue par la sélectionneuse Jill Ellis afin de participer à la Coupe du monde 2015 organisée au Canada. Elle dispute six matchs lors du mondial. Les joueuses américaines sont sacrées championnes du monde en battant le Japon en finale. Âgée de seulement 22 ans, Morgan Brian est alors la plus jeune joueuse de l'équipe.
L'année suivante, elle prend part aux Jeux olympiques d'été de 2016 organisés au Brésil.

## Statistiques
| Saison                | Club                  | Championnat           | Championnat | Championnat | Coupe(s) nationale(s) | Coupe(s) nationale(s) | Compétition(s) continentale(s) | Compétition(s) continentale(s) | Compétition(s) continentale(s) | Total | Total |
| Saison                | Club                  | Division              | M.          | B.          | M.                    | B.                    | Comp.                          | M.                             | B.                             | M.    | B.    |
| 2015                  | Houston Dash          | NWSL                  | 10          | 0           | -                     | -                     | -                              | -                              | -                              | 10    | 0     |
| 2016                  | Houston Dash          | NWSL                  | 13          | 10          | -                     | -                     | -                              | -                              | -                              | 13    | 10    |
| 2017                  | Houston Dash          | NWSL                  | 10          | 0           | -                     | -                     | -                              | -                              | -                              | 10    | 0     |
| Sous-total            | Sous-total            | Sous-total            | 33          | 0           | -                     | -                     | -                              | -                              | -                              | 33    | 0     |
| 2017                  | Chicago Red Stars     | NWSL                  | 2           | 0           | -                     | -                     | -                              | -                              | -                              | 2     | 0     |
| Sous-total            | Sous-total            | Sous-total            | 2           | 0           | -                     | -                     | -                              | -                              | -                              | 2     | 0     |
| 2017-2018             | Olympique lyonnais    | Division 1            | 4           | 1           | 1                     | 1                     | WCL                            | 0                              | 0                              | 5     | 2     |
| Sous-total            | Sous-total            | Sous-total            | 4           | 1           | 1                     | 1                     | -                              | 0                              | 0                              | 5     | 2     |
| 2018                  | Chicago Red Stars     | NWSL                  | -           | -           | -                     | -                     | -                              | -                              | -                              | 0     | 0     |
| Sous-total            | Sous-total            | Sous-total            | -           | -           | -                     | -                     | -                              | -                              | -                              | 0     | 0     |
| Total sur la carrière | Total sur la carrière | Total sur la carrière | 39          | 1           | 1                     | 1                     | -                              | 0                              | 0                              | 40    | 2     |

## Palmarès

### En sélection
Équipe des États-Unis U17 :
- Finaliste de la Coupe du monde en 2008

 Équipe des États-Unis U20 :
- Vainqueur de la Coupe du monde en 2012 (1)

 Équipe des États-Unis :
- Vainqueur de la Coupe du monde en 2015 et 2019 (2)
- Vainqueur du Championnat féminin de la CONCACAF en 2014  (1)

### En club
Olympique lyonnais :
- Vainqueur du Championnat de France en 2018 (1)
- Finaliste de la Coupe de France en 2018[5]